# Castilia-La Mancha
Castilia-La Mancha (în spaniolă Castilla-La Mancha) este o comunitate autonomă din Spania.
Are graniță cu Castilla-Leon, Madrid, Aragon, Valencia, Murcia, Andaluzia și Extremadura.
Castilla-La Mancha este compusă din provinciile Toledo, Ciudad Real, Cuenca, Guadalajara și Albacete.
Capitala comunității Castilla-La Mancha este Toledo.
Pe teritoriul comunității se află Parcul Național Cabañeros.